# Lithocarpus rosthornii
Lithocarpus rosthornii är en bokväxtart som först beskrevs av Ernst Max Schottky, och fick sitt nu gällande namn av Euphemia Cowan Barnett. Lithocarpus rosthornii ingår i släktet Lithocarpus och familjen bokväxter. Inga underarter finns listade.